# Nature humaine (roman)
Pour les articles homonymes, voir Nature humaine.
Nature humaine est un roman de Serge Joncour paru le 19 août 2020 aux éditions Flammarion et ayant reçu la même année le prix Femina.

## Historique
Dans le contexte du deuxième confinement décrété fin octobre pour lutter contre la deuxième vague de la pandémie de Covid-19, tous les grands prix littéraires français de la rentrée décident de suspendre leur choix afin de préserver l'activité des librairies qui seraient pénalisées de ne pouvoir vendre de livres alors que les plateformes de distribution en ligne et les grandes surfaces ne sont pas soumises aux mêmes contraintes. Seul le prix Femina décide de ne pas sursoir à la désignation de son lauréat 2020, avance d'un jour la date de remise des prix et annonce le 2 novembre 2020 l'attribution de son principal prix au roman de Serge Joncour, provoquant une controverse dans le monde de la culture qui dénonce un manque de « solidarité » de la part du jury du Femina, quand ce dernier se justifie en utilisant, paradoxalement, le même argument de « soutien capital à tous les acteurs de la chaîne du livre » et de solidarité envers les libraires quand bien même seraient-ils fermés,.
Au lendemain de l'annonce de son prix, Serge Joncour déclare qu'il vit une « joie très intimement ressentie » mais se « sens seul avec [s]on prix, sans savoir où [il] va » en raison de l'incertitude qui pèse sur les librairies.

## Résumé
Dans le département du Lot, Alexandre Fabrier va sans doute reprendre la ferme familiale des Bétranges. Les parents préparent la transition. Seul le père Crayssac, vieux voisin chevrier, rebelle et taiseux, donne le ton d'une révolte. Les trois sœurs Fabrier, Caroline, Vanessa, Agathe, ont déjà quitté la campagne ou vont le faire. Par l'intermédiaire de sa sœur aînée Caroline, étudiante à Toulouse, Alexandre rencontre Constanze, étudiante est-allemande, militante antinucléaire, mais aussi Anton et Xabi, activistes plus virulents.

## Réception critique
- « Ce roman rural dépeint les mutations des campagnes françaises à la fin du XXe siècle, à travers le destin d'une famille d'agriculteurs du Lot. On y voit un monde allant de catastrophe en catastrophe (la sécheresse de 1976, Tchernobyl, la tempête de décembre 1999) et cédant à la rationalité économique la plus froide. »[6]
- « De la difficile conciliation entre choix de vie et choix amoureux à la question de l’héritage qu’on assume ou dont on décide de s’affranchir, de la tension entre modernisation des campagnes et ravages de l’agriculture intensive à l’interrogation sur les transformations de la relation des hommes à leur environnement et à l’avènement des préoccupations écologiques, le roman de Serge Joncour déploie une large palette de problématiques contemporaines, sans jamais donner l’impression de se disperser. »[7],[8].

## Éditions
- Éditions Flammarion, 2020, 398 pages  (ISBN 978-2-0814-3348-9)[9]